# Viru-Jaagupi socken
Viru-Jaagupi socken (estniska: Viru-Jaagupi kihelkond, tyska: Kirchspiel St. Jakobi) var en socken i det historiska landskapet Wierland (Virumaa). Socknens kyrkby var Viru-Jaagupi (tyska: St. Jakobi).